# 利根川朱里
利根川 朱里（とねがわ あかり、1975年4月13日 - ）は、日本の元女優。血液型はB型。出身地：埼玉県。
活動時の所属事務所は柊企画。主に舞台で活動していた。

## 出演

### テレビドラマ
- 素敵に女ざかり （1997年、NHK）
- 外科医柊又三郎（2） （1997年、テレビ朝日）
- 土曜ワイド劇場（テレビ朝日）
  - 終着駅シリーズ（8）「窓・殺された清そな若い女・華やかな私生活の秘密・謎を追って雪の日本海に…」（1998年3月28日） - よしみ 役
  - おとり捜査官・北見志穂（1）「ラッシュアワー連続殺人事件！途中下車の謎…犯人は痴漢？危険な罠に体を張って挑む美人女刑事」（1998年5月30日） - 清原静江 役
  - おとり捜査官・北見志穂（8）「女刑事vs女弁護士、絶体絶命の熱い闘い！」（2004年7月3日）
- はぐれ刑事純情派（1998年、テレビ朝日）

### 映画
- 花より男子 （1995年4月公開、東映・フジテレビ） - 浅井百合子 役

### 舞台
- ミュージカル「美少女戦士セーラームーン」（1997年7月 - 1998年2月、サンシャイン劇場 他） - 木野まこと／セーラージュピター 役 ※5代目
- 40カラット（1999年）